# Раде Богданович
Раде Богданович (серб. Rade Bogdanović; нар. 21 травня 1970, Сараєво, СФРЮ) — сербський футболіст, що грав на позиції нападника.
Виступав за національну збірну Югославії.

## Клубна кар'єра
У дорослому футболі дебютував 1987 року виступами за команду клубу «Желєзнічар», в якій провів п'ять сезонів, взявши участь у 75 матчах чемпіонату. 
Згодом з 1992 по 1998 рік грав у складі команд клубів «ПОСКО Атомс», «ДЖЕФ Юнайтед», «Атлетіко» та «НАК Бреда».
Своєю грою за останню команду привернув увагу представників тренерського штабу німецького клубу «Вердер», до складу якого приєднався 1998 року. Відіграв за бременський клуб наступні чотири сезони своєї ігрової кар'єри.
Протягом 2002—2003 років захищав кольори команди клубу «Армінія» (Білефельд).
Завершив професійну ігрову кар'єру у клубі «Аль-Вахда» (Абу-Дабі), за команду якого виступав протягом 2003—2004 років.

## Виступи за збірну
1997 року дебютував в офіційних матчах у складі національної збірної Югославії. Протягом кар'єри у національній команді, яка тривала 1 рік, провів у формі головної команди країни 3 матчі, забивши 2 голи.

## Титули і досягнення
- Чемпіон Південної Кореї (1):

«Пхохан Стілерс»: 1992
- Володар Кубка Південної Кореї (1):

«Пхохан Стілерс»: 1996
- Володар Кубка південнокорейської ліги (1):

«Пхохан Стілерс»: 1993
- Володар Кубка Німеччини (1):

«Вердер»: 1999
- Переможець Кубка Інтертото (1):

«Вердер»: 1998